# Xamanismo lapão

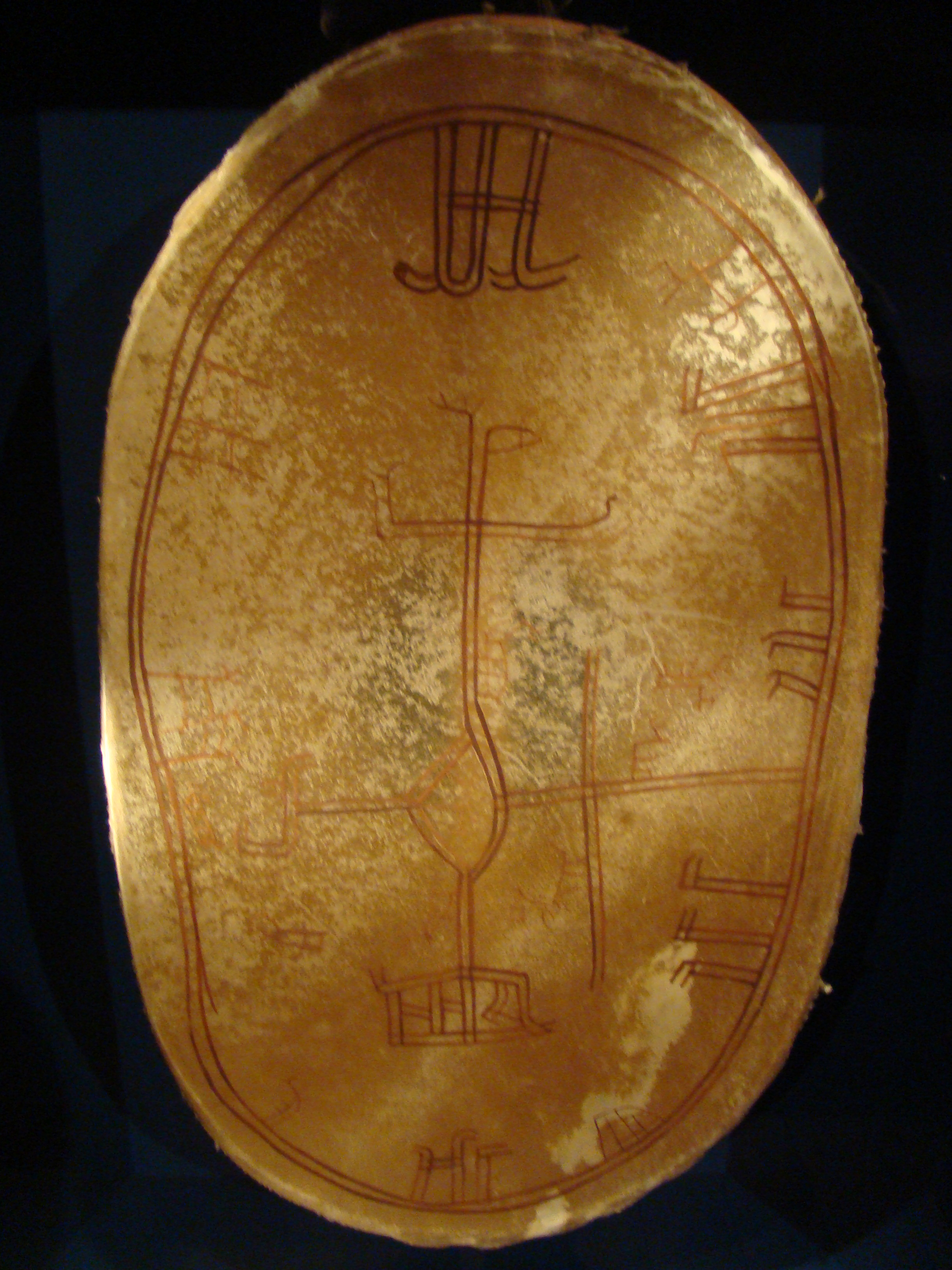
Tambor Sámi no museu Arctikum, em Rovaniemi, Finlândia

As práticas e crenças espirituais tradicionais sâmis são baseadas em um tipo de animismo politeísta e no que os antropólogos podem considerar xamanismo. As tradições religiosas podem variar consideravelmente de região para região dentro de Sápmi.
A religião tradicional sâmi é geralmente considerada animismo. A crença sâmi de que todos os objetos naturais significativos (como animais, plantas, rochas, etc.) possuem uma alma e, de uma perspectiva politeísta, as crenças sâmi tradicionais incluem uma infinidade de espíritos. As crenças e práticas tradicionais sâmi geralmente enfatizam a veneração dos mortos e dos espíritos dos animais não humanos. A relação com os animais locais que sustentam as pessoas, como as renas, são muito importantes para o grupo de parentesco.

## Divindades e espíritos animais
Além da adoração ao urso, existem outros espíritos animais, como os Haldi, que zelam pela natureza. Alguns grupos Sámi têm um deus do trovão chamado Horagalles. Rana Niejta é "a filha da terra verde e fértil". O símbolo da árvore ou pilar do mundo, que chega até a Estrela do Norte e é semelhante ao encontrado na mitologia finlandesa, também pode estar presente.
Laib Olmai, o espírito da floresta de alguns povos Sámi, é tradicionalmente associado aos animais da floresta, que são considerados seus rebanhos, e diz-se que ele concede boa ou má sorte na caça. Seu favor era tão importante que, segundo um autor, os crentes faziam orações e ofereciam a ele todas as manhãs e todas as noites.

## Sieidis

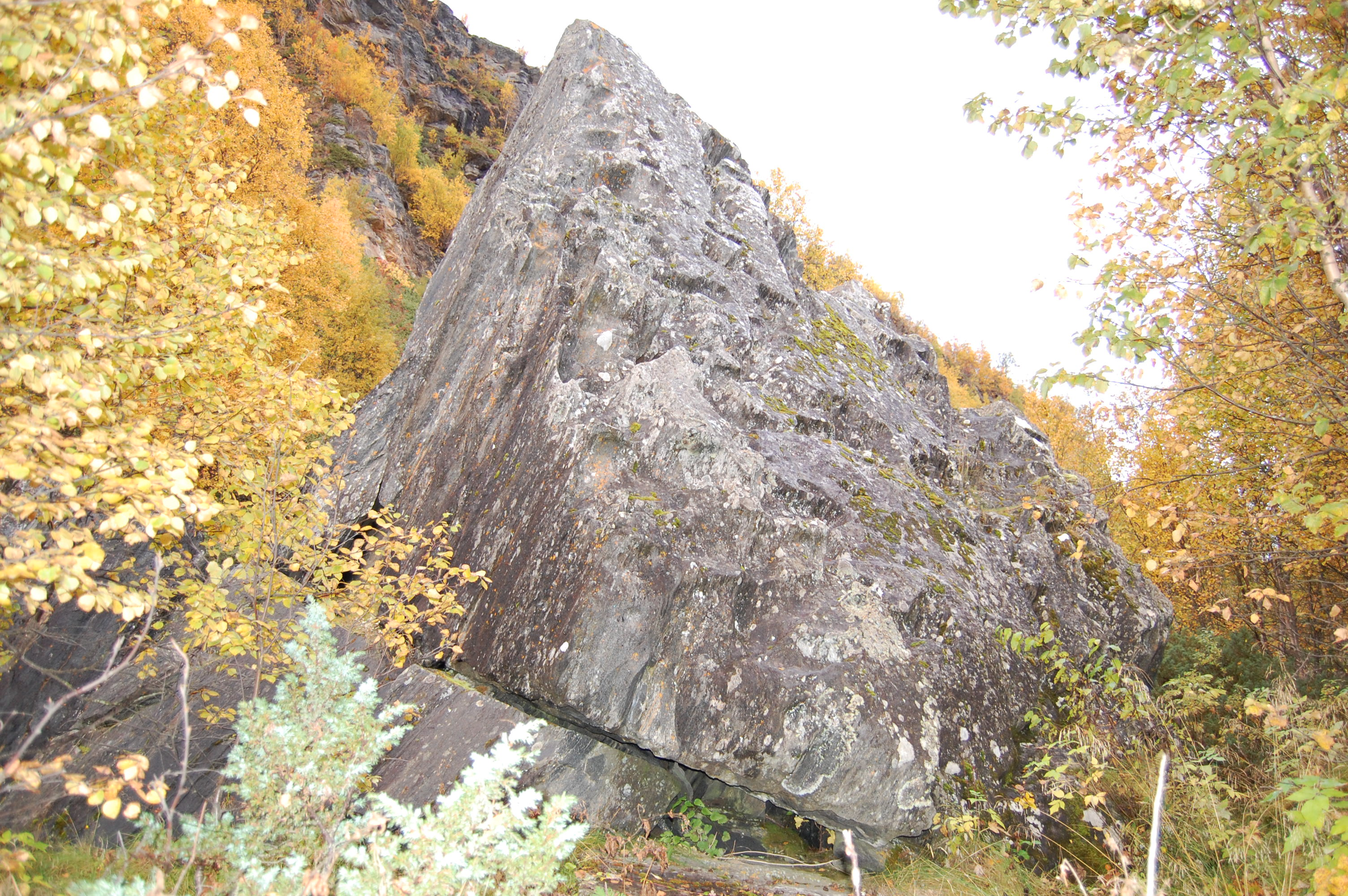
Stabben: Uma pedra sieidi em Balsfjord

Na paisagem de todo o norte da Escandinávia, encontram- se os sieidis, lugares que apresentam formas de terreno incomuns, diferentes da paisagem circundante, e que podem ser consideradas de significado espiritual. Cada família ou clã tem seus espíritos locais, aos quais fazem oferendas de proteção e boa sorte. Os Storjunkare são descritos às vezes como pedras, tendo alguma semelhança com um homem ou um animal, que foram colocadas no topo de uma montanha, ou em uma caverna, ou perto de rios e lagos. A honra era feita a eles espalhando galhos frescos sob eles no inverno e nas folhas ou grama do verão. Os Storjunkare tinham poder sobre todos os animais, peixes e pássaros, e davam sorte àqueles que os caçavam ou pescavam. Renas foram oferecidas a eles, e cada clã e família tinha sua própria colina de sacrifício.

## Noaidi
Um noaidi é um mediador masculino entre o mundo humano e o saivo, o submundo, em nome da comunidade, geralmente usando um tambor Sámi e uma flauta doméstica chamada fadno em cerimônias.

## Ancestrais
Um dos elementos mais irreconciliáveis entre a visão de mundo dos sámi e dos missionários cristãos era a noção sámi "de que os vivos e os mortos eram considerados duas metades da mesma família". Os Sámi consideravam o conceito fundamental, enquanto os missionários cristãos protestantes descartavam a ideia de os mortos terem algo a ver com os vivos. Como essa crença não era apenas uma religião, mas um diálogo vivo com seus ancestrais, sua sociedade foi concomitantemente empobrecida.

## Lista de divindades
A religião Sami difere um pouco entre as regiões e tribos. Embora as divindades sejam semelhantes, seus nomes variam entre as regiões. As divindades também se sobrepõem: em uma região, uma divindade pode aparecer como várias divindades separadas e, em outra região, várias divindades podem ser unidas em apenas algumas. Por causa dessas variações, as divindades podem ser um pouco confundidas umas com as outras.
As principais divindades dos Sami eram as seguintes:
- Akka - um grupo de deusas da fertilidade, incluindo Maderakka, Juksakka e Uksakka
- Beaivi - deusa do sol, mãe dos seres humanos
- Bieggagallis - marido da deusa do sol, pai dos seres humanos
- Bieggolmai 'Homem dos Ventos' - deus dos ventos
- Biejjenniejte - deusa da cura e da medicina, filha do Sol, Beaivi
- Horagalles - deus do trovão. Ele também é chamado de "Avô", Bajanolmmai, Dierpmis e Tordöm.
- Jahbme akka - a deusa dos mortos e amante do submundo e do reino dos mortos
- Ipmil 'Deus' - adotado como um nome nativo para o Deus cristão, também usado para Radien-attje
- Lieaibolmmai - deus da caça e dos homens adultos
- Madder-Attje - marido de Maderakka e pai da tribo. Enquanto sua esposa dá aos recém-nascidos os seus corpos, ele lhes dá suas almas.
- Mano, Manna, ou Aske - deus da lua
- Mubpienålmaj - o deus do mal, influenciado pelo Satanás cristão
- Radien-attje - Criador e alto deus, o criador do mundo e a divindade principal. Na religião Sámi, ele é passivo ou adormecido e muitas vezes não é incluído na prática religiosa. Ele criou as almas dos seres humanos com sua esposa. Ele também foi chamado Waralden Olmai .
- Raedieahkka - esposa do alto deus Radien-attje. Ela criou as almas dos seres humanos com seu cônjuge.
- Rana Niejta - deusa da primavera, filha de Radien-attje e Raedieahkka.[2] Rana, que significa "verde" ou por extensão "fértil", era um nome popular para as meninas Sámi.
- Radien-pardne - o filho de Radien-attje e Raedieahkka. Ele atua como o procurador de seu pai passivo, realizando suas tarefas e realizando sua vontade.
- Ruohtta - deus da doença e da morte. Ele foi retratado montando um cavalo.
- Stallo - gigantes canibais temidos do deserto
- Tjaetsieålmaj - "o homem da água", deus da água, lagos e pesca